# Yves Boisset
Yves Boisset (Paris, 14 de março de 1939 – Levallois-Perret, 31 de março de 2025) foi um realizador francês, especialista em filmes de acção, embora fez vários outros gêneros cinematográficos.

## Biografia
Diplomado pelo IDHEC (Instituto de Altos Estudos Cinematográficos) de Paris, Boisset trabalhou inicialmente como assistente, junto de Robert Hossein, Yves Ciampi, René Clément, entre outros diretores franceses. Após ter realizado diversas curtas-metragens, Coplan sauve sa peau (1968), foi o seu primeiro filme de fundo.
Rapidamente se afirmou como diretor seguro, com especial apetência para temas políticos e sociais (como em Un condé, L'Attentat e R.A.S.), com acção intensa, num estilo em que demonstra a sua admiração pelo filme noir americano. Segue-se uma fase em que opta pelos filmes de drama (como acontece em Folle à tuer e Un taxi mauve).
Sem grande originalidade, Boisset fez, no entanto, uma carreira sólida com algum sucesso nacional e internacional. A partir do final da década de 1980, decidiu enveredar apenas pela televisão, onde assinou algumas realizações históricas. La Tribu, feito em 1991, é a sua última longa-metragem para cinema.
Morreu em 31 de março de 2025, aos 86 anos, em um hospital em Levallois-Perret.

## Filmografia
(só para cinema)
- 1968: Coplan sauve sa peau
- 1970: Cran d'arrêt
- 1970: Un condé.....(pt: Os assassinos não dormem)
- 1971: Le Saut de l'ange.....(pt: O salto do anjo)
- 1972: L'Attentat.....(pt: O atentado)
- 1973: R.A.S...... (pt: R.A.S. - Por quem vamos morrer?)
- 1975: Folle à tuer.....(pt: Duas vidas em perigo)
- 1975: Dupont Lajoie
- 1977: Un taxi mauve.....(pt: O táxi cor de malva)
- 1977: Le Juge Fayard dit Le Shériff.....(pt: Juiz Fayard - "o xerife")
- 1978: La Clé sur la porte.....(pt: O doce apartamento)
- 1980: La Femme flic.....(pt: Mulher sem medo)
- 1982: Espion, lève-toi.....(pt: O regresso do espião)
- 1983: Le Prix du danger.....(pt: O preço do escândalo)
- 1984: Canicule.....(pt: Ventos de violência)
- 1986: Bleu comme l'enfer
- 1988: La Travestie
- 1989: Radio Corbeau
- 1991: La Tribu